# Guillermo Córdova
Guillermo Córdova (Chañarcillo, 1869 - Santiago, 15 de enero de 1936) fue un escultor e ilustrador chileno, discípulo de Nicanor Plaza.

## Biografía
Guillermo Córdova llegó a Santiago en 1886 para ingresar en la Escuela de Bellas Artes de la Universidad de Chile, donde tuvo como maestros a Nicanor Plaza (escultura) y Cosme San Martín (pintura).
En 1892 logró reunir el dinero suficiente para viajar a Europa, donde estudió con Jean-Antoine Injalbert en París. Vuelve después a Chile y termina Bellas Artes hacia 1894. En estos años de estudio, logró obtener 15 premios. Luego comenzó su labor pedagógica como profesor de dibujo en el Instituto Nacional. Paralelamente, enseñó en la Escuela de Dibujo Ornamental de la Sociedad de Fomento Fabril —establecimiento educacional en el que los obreros perfeccionaban los conocimientos de dibujo que aplicarían en sus trabajo—, de la cual llegó a ser director.

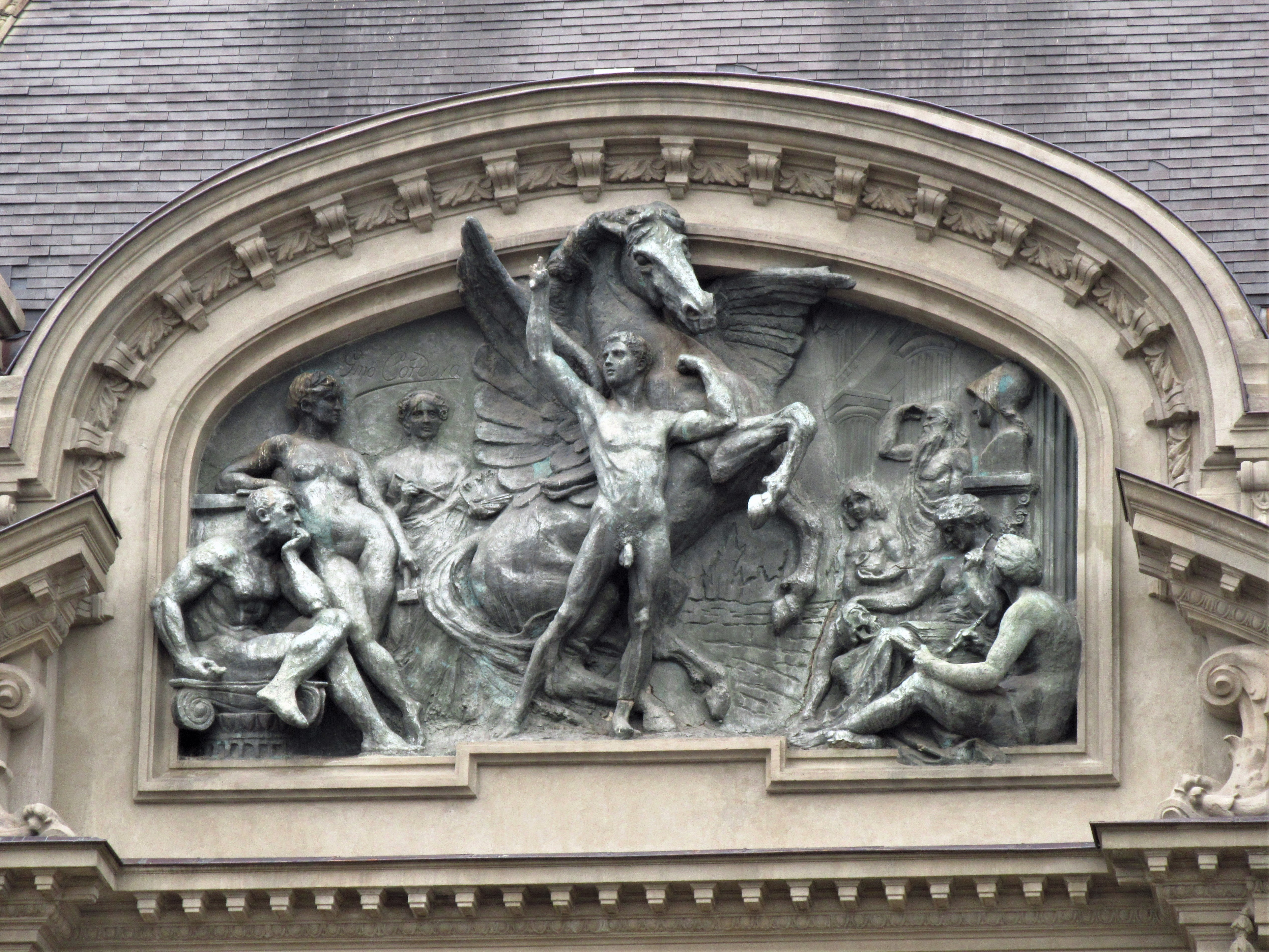
Alegoría de las Bellas Artes.

Córdova partió en 1906 a Europa, enviado por el gobierno de Chile a especializarse en las artes aplicables a la industria. En la capital francesa tuvo la suerte de ser alumno de Auguste Rodin y que este dirigiera la ejecución de su escultura El Cristo de la agonía, obra que permaneció muchos años en el palacio La Alhambra en Santiago y cuyo paradero hoy se desconoce.
Aunque ya era un artista premiado, fue en 1910 que obtuvo sus primeros grandes triunfos, al ganar primera medalla en el Salón Internacional de Santiago y los concursos para esculpir un relieve en el frontón del palacio de Bellas Artes —inaugurado ese año en conmemoración del centenario de la Declaración de la Independencia de Chile— y un monumento que la colonia francesa regaló para este aniversario.

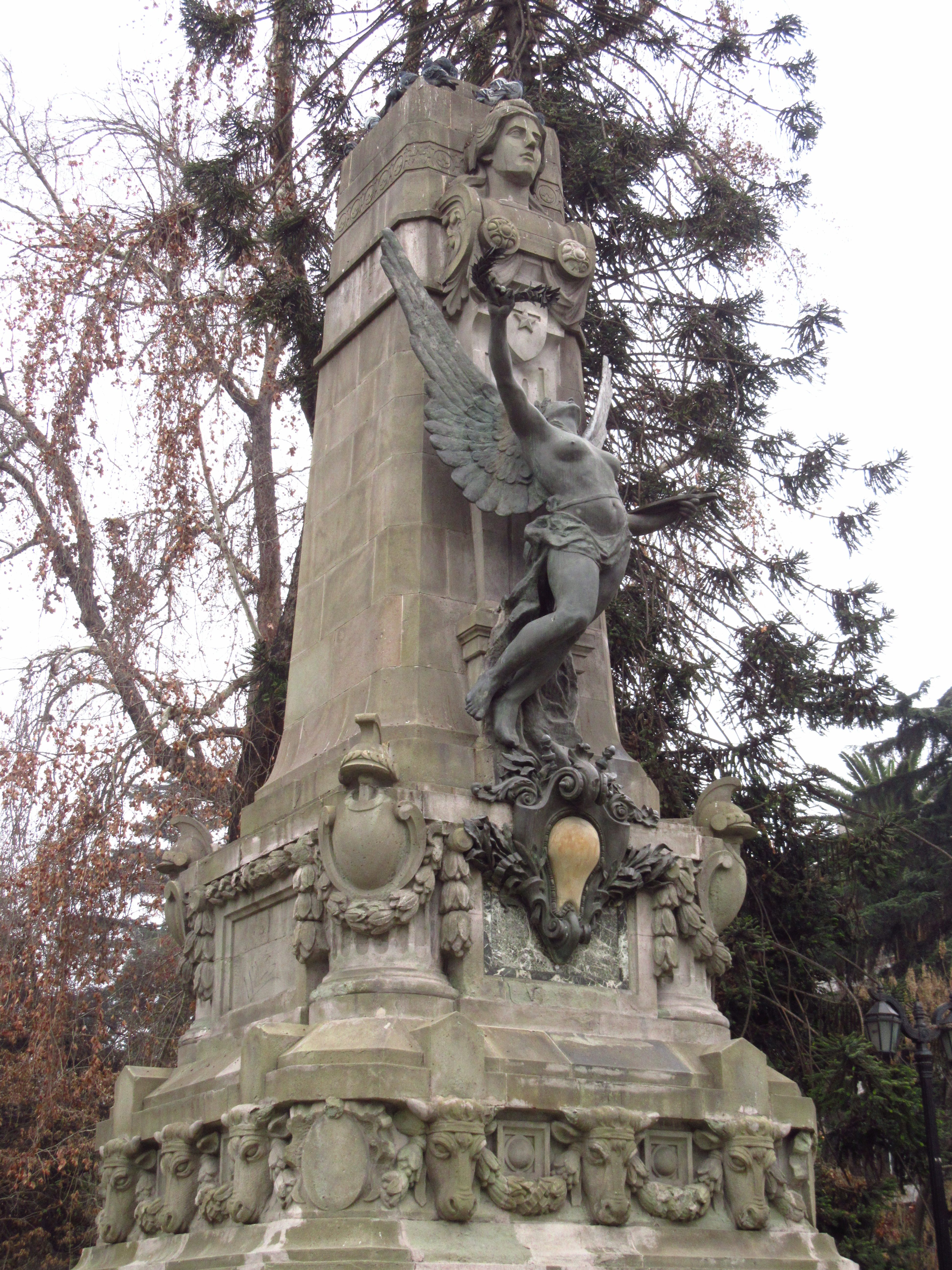
Monumento a la gloria.

Para el relieve, los concursantes debían seguir las indicaciones del arquitecto Emilio Jecquier, al que pertenecía el ecléctico diseño del museo, inspirado en el Petit Palais parisino; como contrincante en la Alegoría de las Bellas Artes que debían crear, Córdova tuvo a Antonio Coll y Pi, escultor catalán afincado en Chile. Algunos especialistas sostienen que precisamente con esta obra de Córdova comienza la historia del desnudo en la escultura urbana de Santiago.
En cuanto al «Monumento a la gloria», encargado por la colonia francesa, este queda en el parque Forestal justamente al frente de la fachada del museo con su grupo escultórico, y fue realizada junto con Henri Grossin, arquitecto francés activo en Chile en esa época. Córdova es autor, además, del diseño y grabado de las medallas del Ejército y la Armada que se acuñaron para conmemorar dicho centenario.

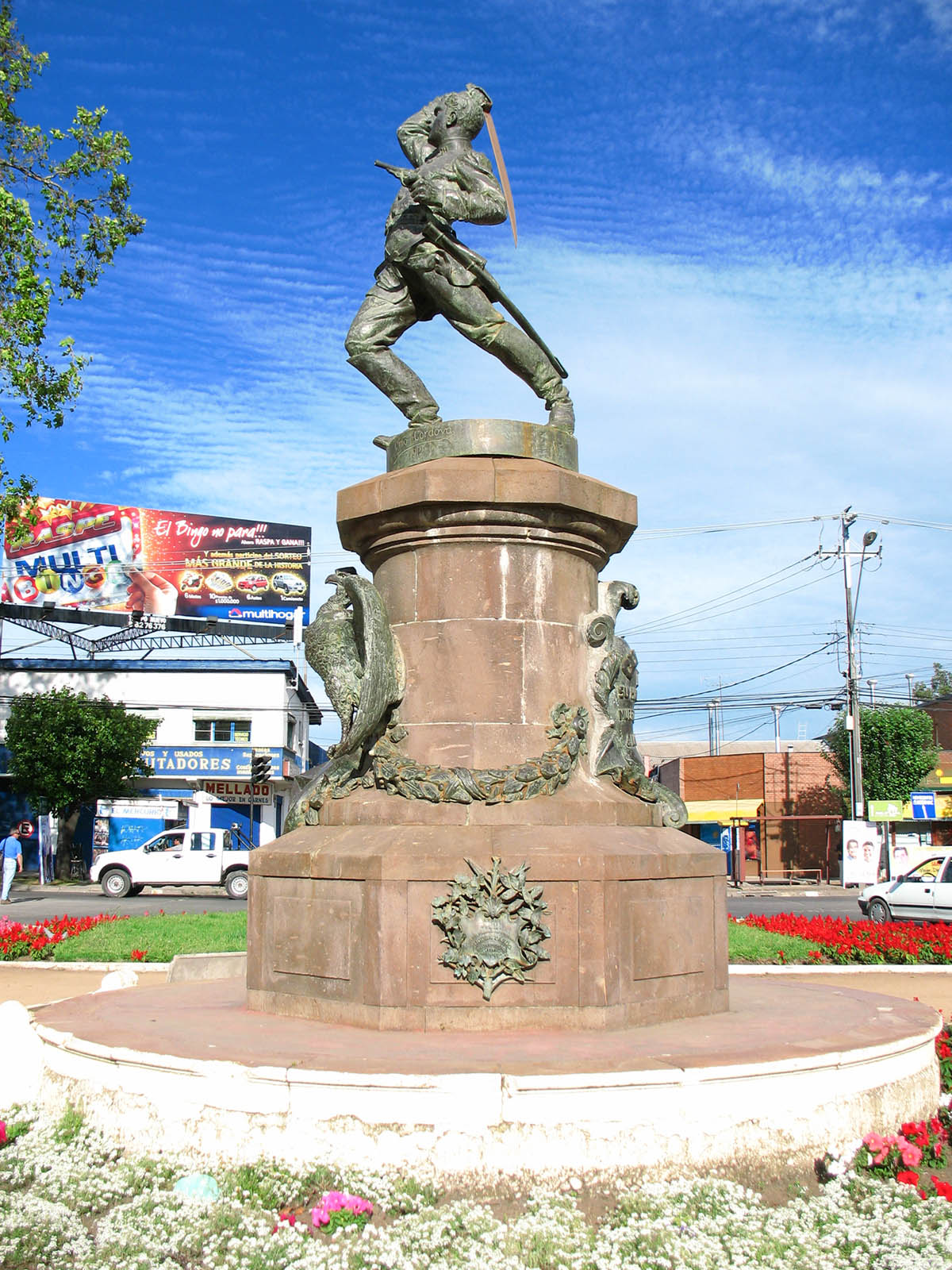
Estatua de Luis Cruz Martínez en Curicó.

Dos años más tarde, el 8 de octubre de 1912, en Curicó fue inaugurado en ceremonia solemne la estatua del héroe de la batalla de La Concepción Luis Cruz Martínez, obra de Córdova que, ubicada en la avenida Manso de Velasco (llamada comúnmente Alameda), se convirtió en una de las más llamativas esculturas de esa ciudad maulina.
Después de ganar en 1916 el concurso convocado por el gobierno de Argentino para erigir una estatua al prócer chileno Bernardo O'Higgins en una plaza capitalina, Córdova se instaló con un taller en Buenos Aires. Cosa curiosa, el escultor había ganado los dos primeros premios, y se realizó el proyecto que obtuvo el segundo lugar, debido a que era más económico. En un principio, se planeó colocar el monumento en la plaza San Martín, pero finalmente fue inaugurado en la Rodríguez Peña el 18 de septiembre de 1918; en 1949 fue trasladada a su emplazamiento actual, en la plaza Chile, donde se ubica la embajada chilena.

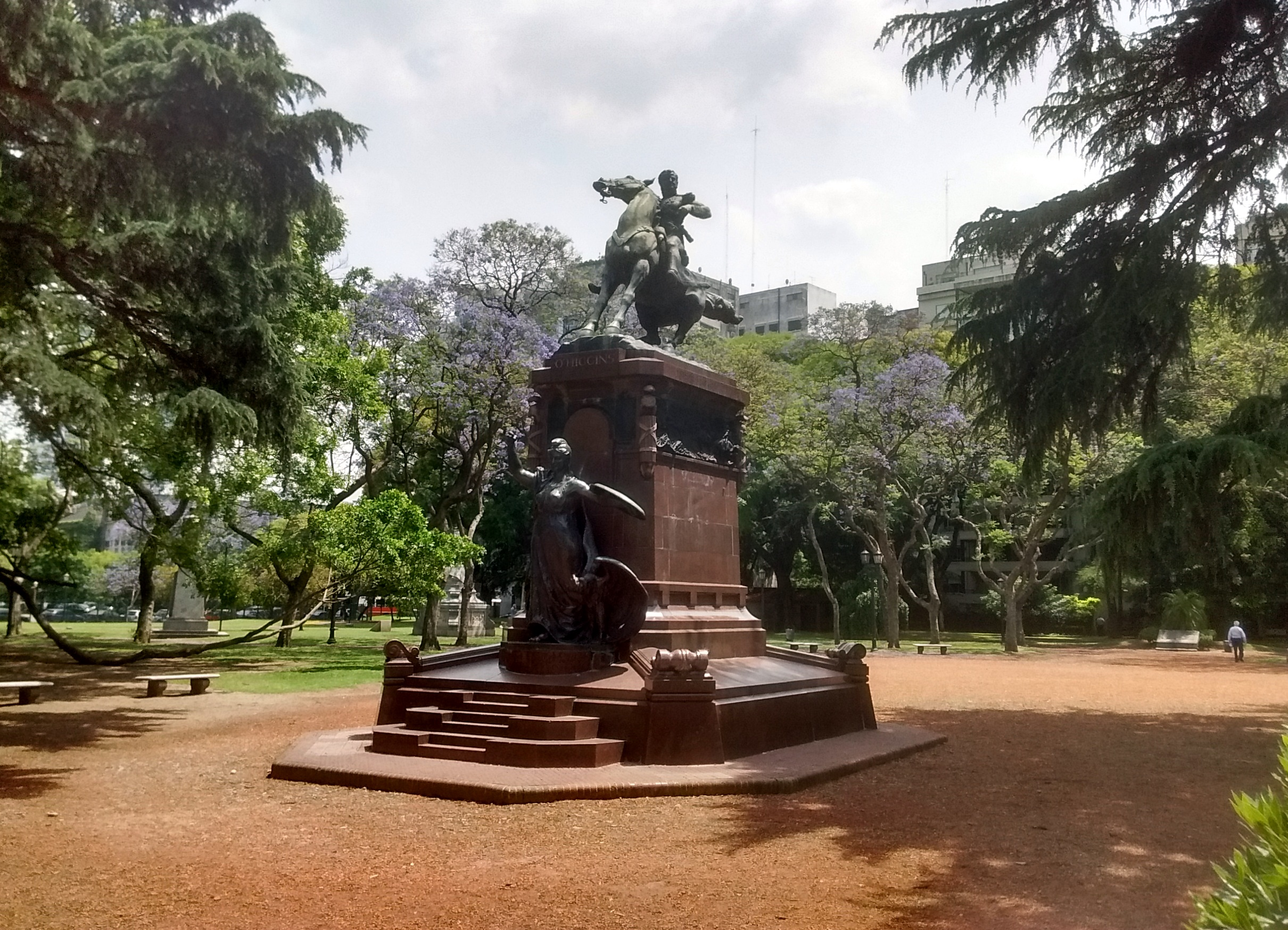
Monumento a Bernardo O'Higgins, plaza Chile, Buenos Aires.

Fue en ese taller argentino donde Córdova plasmó su proyecto de monumento a Hernando de Magallanes, que se inauguró el 15 de diciembre de 1920 en la plaza Muñoz Gamero, o de Armas de Punta Arenas.
En el concurso para esa estatua, volvió a vencer a Coll y Pi y a otros escultores como Carlos Lagarrigue o Aliro Pereira. En realidad, el jurado dio por empate de cuatro votos a Córdova con Lagarrigue, por lo que tuvo que dirimir José Menéndez, el hijo del inmigrante español del mismo nombre que había dejado en su testamento la suma de 150 000 pesos de la época para confeccionar y erigir el monumento en los 400 años del descubrimiento del estrecho de Magallanes. La maqueta de bronce de la obra pertenece al Museo Histórico Nacional de Santiago y se encuentra expuesta en la sala Descubrimiento y Conquista.
Córdova, el único de su generación que cultivó el género animalista, fue ilustrador infantil de textos de enseñanza entre los que se contaba una Historia de Chile y El lector americano de José Abelardo Núñez, por lo que sus dibujos de figuras legendarias quedaron en la memoria de varias generaciones de escolares.

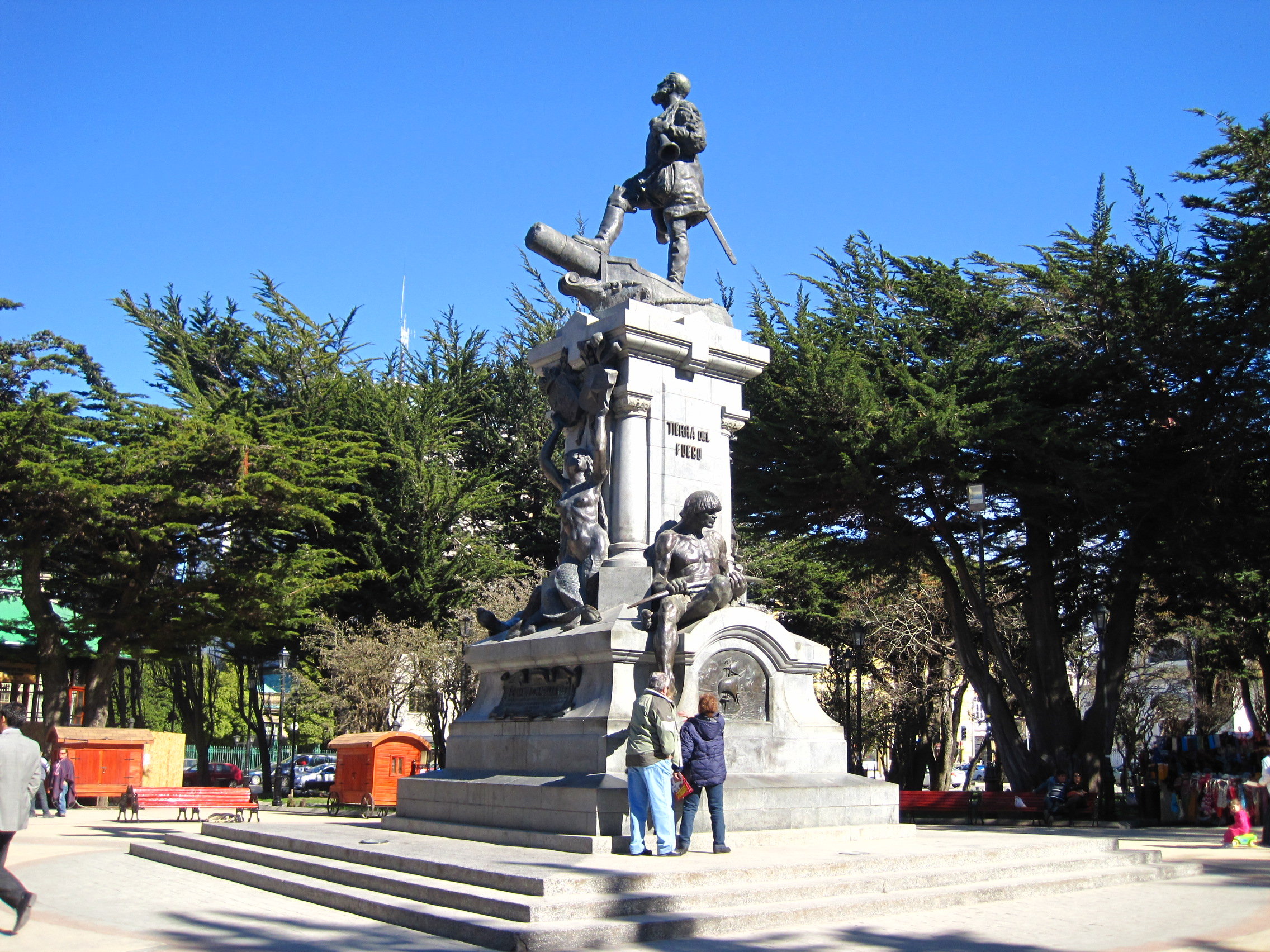
Monumento a Magallanes, Punta Arenas.

En 1925 se convirtió en miembro fundador de Sociedad Nacional de Bellas Artes, creada en Santiago en septiembre; al año siguiente, se adjudicó el primer premio en el concurso para un monumento a George Canning (conocido como Jorge Canning en Chile), ministro de Exteriores británico y amigo de la independencia de los países americanos. La estatua fue instalada años después en el bandejón central de la Alameda (se encuentra a la altura de la calle Vergara).
Su obra "fue estatuaria, monumentalista. El buen gusto en el manejo de las formas humanas, y de animales como caballos, perros y toros trabajados en metal; de bustos, altorrelieves, bajorrelieves, placas, medallas, grabados e ilustraciones a las cuales logró infundirles carácter y movimiento".
Participó en numerosas exposiciones colectivas, en algunas de las cuales fue premiado; no llegó a realizar el monumento a Caupolicán que en 1912 le habían solicitado los mapuches.

## Premios y reconocimientos
- Mención honrosa en Dibujo de la Exposición General del Salón Oficial de 1888, Santiago
- Terceras medallas en Dibujo y Pintura del Salón Oficial de 1893 Santiago
- Primera medalla en el Salón Internacional de Bellas Artes de 1910, Santiago
- Segunda medalla en la Exposición Industrial de 1910, Santiago
- Primer premio del concurso de la colonia francesa para un monumento al Centenario de la Independencia, Santiago, 1910
- Premio de Costumbres del Certamen Arturo M. Edwards 1911, Santiago
- Primero y segundo premios del concurso Monumento a O'Higgins abierto en 1916 por el gobierno de Argentina para levantar una estatua al prócer chileno
- Primer premio en el concurso Monumento a Magallanes convocado en 1920 para conmemorar el cuarto centenario del descubrimiento del estrecho de Magallanes.
- Primer premio del concurso Monumento a George Canning, Santiago, 1926